# Mar (Portugal)
Pour les articles homonymes, voir MAR.
Mar (ou São Bartolomeu do Mar) est une ancienne paroisse civile portugaise (en portugais : freguesia) de la municipalité d'Esposende dans le district de Braga.

## Histoire
La paroisse de São Bartolomeu existe au moins depuis le XIe siècle. Elle prend le nom de São Bartolomeu do Mar en 1549, puis simplement Mar à partir de 1757.
La loi no 11-A/2013 du 28 janvier 2013, portant réorganisation administrative du territoire des freguesias, fusionne Mar avec la paroisse voisine de Belinho pour former l’União das freguesias de Belinho e Mar (dont le siège est à Belinho).